# Hvidbjerg Å, Ove Sø og Ørum Sø
Hvidbjerg Å, Ove Sø og Ørum Sø este o arie protejată (arie specială de conservare — SAC, sit de importanță comunitară — SCI) din Danemarca întinsă pe o suprafață de 1.572 ha, integral pe uscat.

## Localizare
Centrul sitului Hvidbjerg Å, Ove Sø og Ørum Sø este situat la coordonatele 56°51′22″N 8°25′19″E / 56.856111°N 8.421944°E.

## Înființare
Situl Hvidbjerg Å, Ove Sø og Ørum Sø a fost declarat sit de importanță comunitară în februarie 1998 pentru a proteja 5 specii de animale. Situl a fost protejat și ca arie specială de conservare în decembrie 2011.

## Biodiversitate
Situată în ecoregiunea atlantică, aria protejată conține 14 habitate naturale: Lacuri și iazuri distrofice naturale, Dune de coastă fixe cu vegetație erbacee („dune gri”), Mlaștini turboase de tranziție și turbării mișcătoare, Pajiști uscate seminaturale și facies de acoperire cu tufișuri pe substraturi calcaroase (Festuco-Brometalia) (* situri importante pentru orhidee), Izvoare petrifiante cu formare de travertin (Cratoneurion), Dune fixe decalcificate cu Empetrum nigrum, Depresiuni intradunale umede, Ape puternic oligomezotrofe cu vegetație bentonică cu Chara spp., Lacuri eutrofice naturale cu vegetație de tip Magnopotamion sau Hydrocharition, Mlaștini alcaline, Formațiuni ierboase bogate în specii de Nardus, dezvoltate pe substraturi silicioase în zone montane (și în zone submontane, în Europa continentală), Pajiști cu Molinia pe soluri calcaroase, turboase sau argilos-nămoloase (Molinion caeruleae), Liziere de ierburi înalte hidrofile de câmpie și de nivel montan până la alpin, Cursuri de apă de la nivel de câmpie la nivel montan, cu vegetație Ranunculion fluitantis și Callitricho-Batrachion.
La baza desemnării sitului se află mai multe specii protejate:
- amfibieni (1): triton cu creastă (Triturus cristatus)
- mamifere (1): vidră de râu (Lutra lutra)
- pești (3): Lampetra fluviatilis, cicar (Lampetra planeri), Petromyzon marinus